# 笑福亭圓篤

五枚笹は、笑福亭一門の定紋である。

笑福亭 圓篤（しょうふくてい えんとく）は、上方落語の名跡。現在は空き名跡となっている。
- 初代笑福亭圓篤 - 本項にて記述。
- 2代目笑福亭圓篤 - のちの三遊亭花遊三。

笑福亭 圓篤（しょうふくてい えんとく、1846年 - 1912年12月9日）は、上方噺家。本名: 松江 亀吉。

## 経歴
出生ははっきりしないが最初は長崎から上方に移ってきたという。初名を岡本美佐亀と名乗っていたことから新内節の太夫であったことが窺える。その後2代目笑福亭松鶴の門下に入り圓篤を名乗った。
明治20年代から京都を活動拠点にし三味線の曲弾きで名を売り京都随一の音曲師として活躍した。
娘は圓之助、美名亀といい、美名亀は父と相高座を勤めた。圓之助は早死し惜しんだ父は追善興行を盛大に行なった。
1907年ころ、「互楽派」に加入したが同派解散前後に没した。

## 弟子
- 2代目桂菊團治
- 2代目笑福亭圓篤
- 笑福亭篤次郎
  - 笑福亭小篤（篤次郎門下）